# Santa Rosa (Colón)
Santa Rosa è un comune (corregimiento) della Repubblica di Panama situato nel distretto di Colón, provincia di Colón. Si estende su una superficie di 26,8 km² e conta una popolazione di 987 abitanti (censimento 2010).